# Добб, Морис
Морис Херберт Добб (англ. Maurice Herbert Dobb; 24 июля 1900, Лондон — 17 августа 1976, Кембридж) — британский экономист-марксист. Доктор философии. «Хотя он был экономистом, самой известной стала его историческая работа „Исследование развития капитализма“, в которой он затрагивает тему перехода от феодализма к капитализму в Западной Европе», — отмечает Л. Е. Гринин.
По мнению П. Андерсона, Добб стоял у истоков подъема марксистской историографии во второй половине XX века (происшедшего до падения СССР).

## Биография
Родился в семье Уолтера Герберта Добба и Элси Энни, в девичестве Моир. Семья жила в Виллсдене, пригороде Лондона. Он изучал в Кембридже историю, затем экономику. В 1920 году вступил в Коммунистическую партию Великобритании. Степень доктора философии получил в Лондонской школе экономики. В дальнейшем преподавал в Кембриджском университете.
В экономической науке известен исследованиями неоклассической экономической теории с точки зрения марксизма. В круг научных интересов входили проблемы планирования товарного производства и рынка, история экономики после Второй мировой войны, проблемы экономики развивающихся стран.
У него было два выдающихся ученика — Амартия Сен и Эрик Хобсбаум.

## Труды
- Capitalist Enterprise and Social Progress, 1925
- Russian Economic Development since the Revolution, 1928
- Wages, 1928
- «Economic Theory and the Problems of a Socialist Economy», 1933, EJ.
- Political Economy and Capitalism: Some essays in economic tradition, 1937
- Marx as an Economist, 1943
- Studies in the Development of Capitalism, 1946
- Soviet Economic Development Since 1917, 1948
- Some Aspects of Economic Development, 1951
- On Economic Theory and Socialism, 1955
- An Essay on Economic Growth and Planning, 1960
- Papers on Capitalism, Development and Planning, 1967
- Welfare Economics and the Economics of Socialism, 1969
- «The Sraffa System and Critique of the Neoclassical Theory of Distribution», 1970, De Economist
- Socialist Planning: Some problems. 1970
- Theories of Value and Distribution Since Adam Smith, 1973
- «Some Historical Reflections on Planning and the Market», 1974, in Abramsky, editor, Essays in Honour of E.H.Carr, London, Macmillan Press
- Экономический рост и слаборазвитые страны. / Пер. с англ. В. В. Смоляниченко ; Предисл. проф. С. Л. Выгодского ; Ред. Ю. В. Бородин. — Москва : Прогресс, 1964. — 76 с.